# Erika Géczi

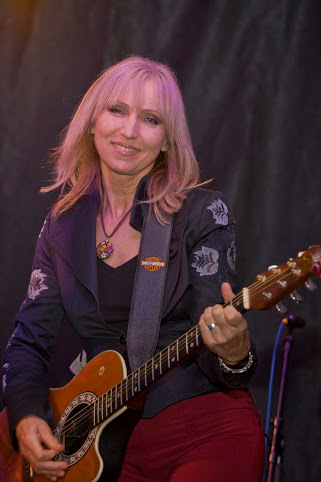
Erika Géczi

Erika Géczi, född den 10 mars 1959 i Budapest, Ungern, är en ungersk kanotist.
Hon tog OS-silver i K-4 500 meter i samband med de olympiska kanottävlingarna 1988 i Seoul.